# دراماورلد
دراماورلد (انگلیسی: Dramaworld) یک مجموعه تلویزیونی کمدی درام واقع شده در لس آنجلس و سئول، کره جنوبی با ۱۰ قسمت کوتاه (هر کدام به مدت ۱۰–۲۰ دقیقه) در فصل ۱ است. این مجموعه داستان ماجراجویی کلر دانکن، یک دانشجوی آمریکایی را روایت می‌کند. دراماورلد توسط پلتفرم ویکی، شرکت چینی جتاوانا انترتینمنت و شرکت آمریکایی ثرد کالچر کانتنت تولید شده‌است. فصل اول در هتل ایس در لس آنجلس در ۱۶ آوریل ۲۰۱۶ پخش شد و سپس به صورت جهانی در ویکی و نتفلیکس منتشر شد. فصل دوم دراماورلد در ۲ آوریل ۲۰۲۱ با ۱۰ قسمت حدوداً ۳۵ دقیقه‌ای منتشر شد.